# Ferdinand Jagemann

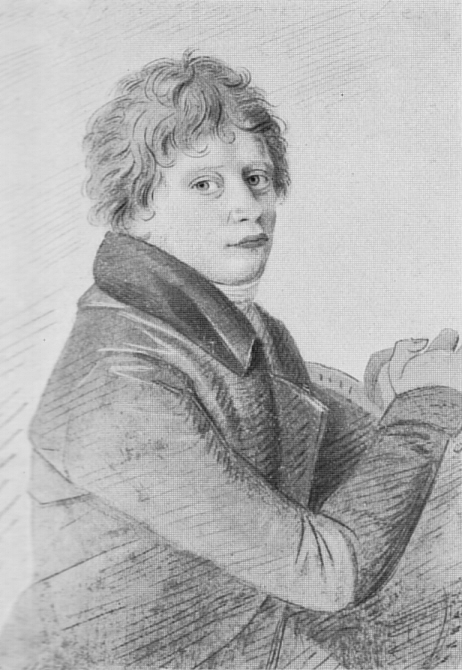
Ferdinand Jagemann

Ferdinand Jagemann (* 24. August 1780 in Weimar; † 9. Januar 1820 ebenda) war ein deutscher Maler, der vor allem als Portraitmaler Berühmtheit erlangte.

## Leben

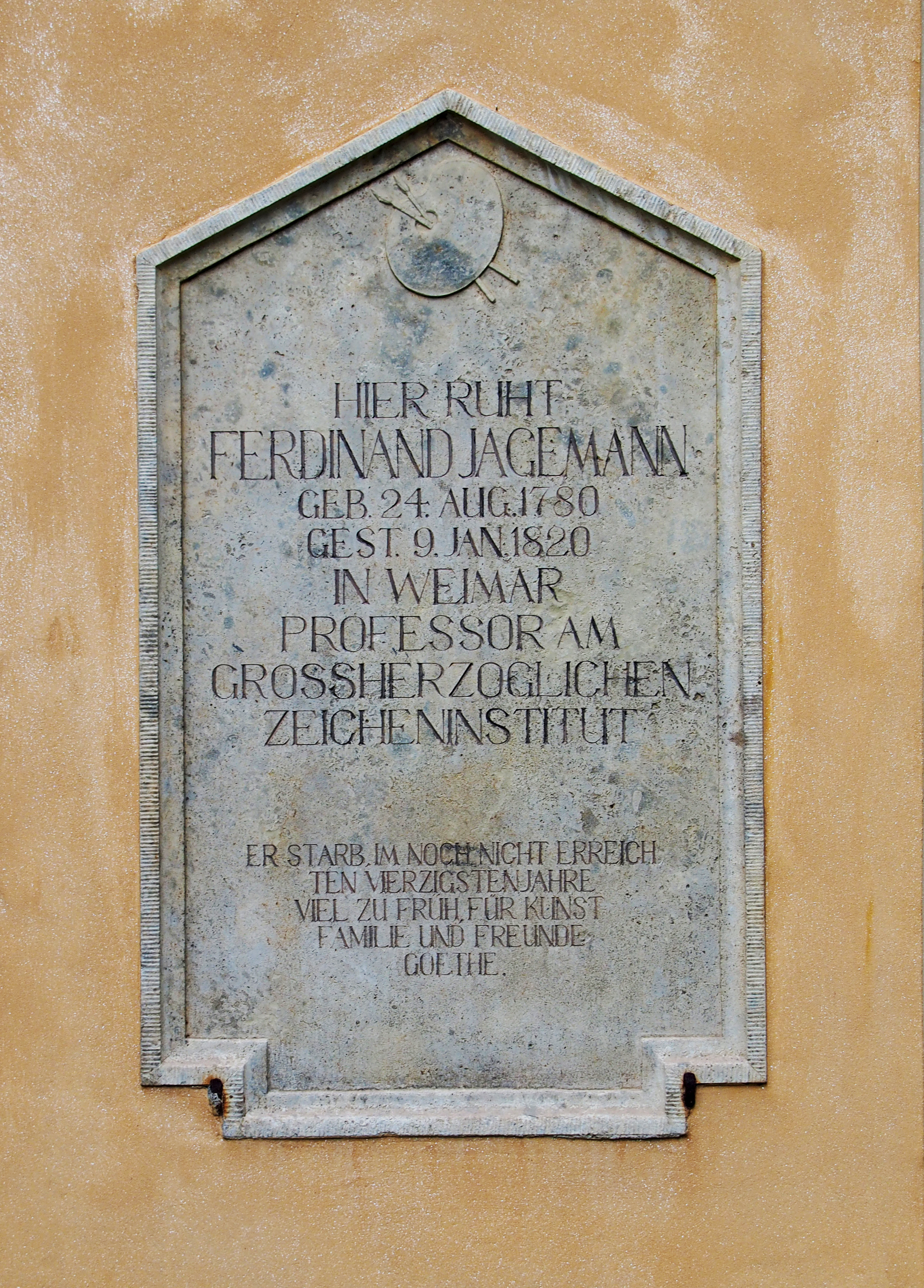
Grabstein auf dem Jakobsfriedhof in Weimar

Er wurde als Sohn des Christian Joseph Jagemann (* 1735 in Dingelstädt; † 5. Februar 1804 in Weimar), Bibliothekars der Herzogin Anna Amalie von Sachsen-Weimar-Eisenach, und seiner ersten Ehefrau Marianne Barbara geb. Spörer (* 19. Mai 1748 in Schwabach; † 10. September 1825 in Weimar) geboren. Seine Schwester  Karoline Jagemann war eine bekannte Schauspielerin und die Maitresse des Herzogs Karl August von Sachsen-Weimar-Eisenach (1757–1828), der ihn beim Kasseler Maler Tischbein ausbilden ließ. Er war Schüler von dem Hofmaler Georg Melchior Kraus in Weimar, Schüler von Füger in Wien. 
Von 1802 bis 1804 hielt sich Jagemann in Paris auf. Nachweisen lässt sich dort ein Studium bei Jacques-Louis David. Vermutlich studierte er während des Aufenthaltes auch bei Jean-Baptiste Regnault. Anschließend kehrte er nach Weimar zurück, um dort als Porträtmaler zu arbeiten. Von 1806 bis 1810 war Jagemann dann zu Studienzwecken in Rom. Dort pflegte er auch einen engen Kontakt zum Berliner Bildhauer Friedrich Tieck.
Seit 1804 war Jagemann an der Fürstlichen freien Zeichenschule in Weimar tätig. Dort unterrichtete er in der neu eingerichteten Klasse für Ölmalerei. Zum September 1805 erhielt er den Titel Professor. Ab 1814 war Jagemann dann, zusammen mit Johann Heinrich Meyer, Direktor der Zeichenschule. Johann Wolfgang von Goethe gedachte seiner in einer Logenrede. 
Jagemann starb im Alter von 39 Jahren in Weimar. Er wurde auf dem Jacobsfriedhof Weimar in der Cranachgruft beigesetzt.

## Werke
Er malte viele bekannte Persönlichkeiten aus seiner Zeit. Bekannt wurde er jedoch durch verschiedene Goethebildnisse 1805, 1806, 1817 und 1819. Er zeichnete auch Friedrich Schiller auf dem Totenbett. Diese Zeichnung befindet sich in der Herzogin Anna Amalia Bibliothek in Weimar.
1817 stifteten Bürger von Udestedt ihrer Kirche Jagemanns Gemälde „Luther auf dem Reichstag zu Worms“.

## Galerie

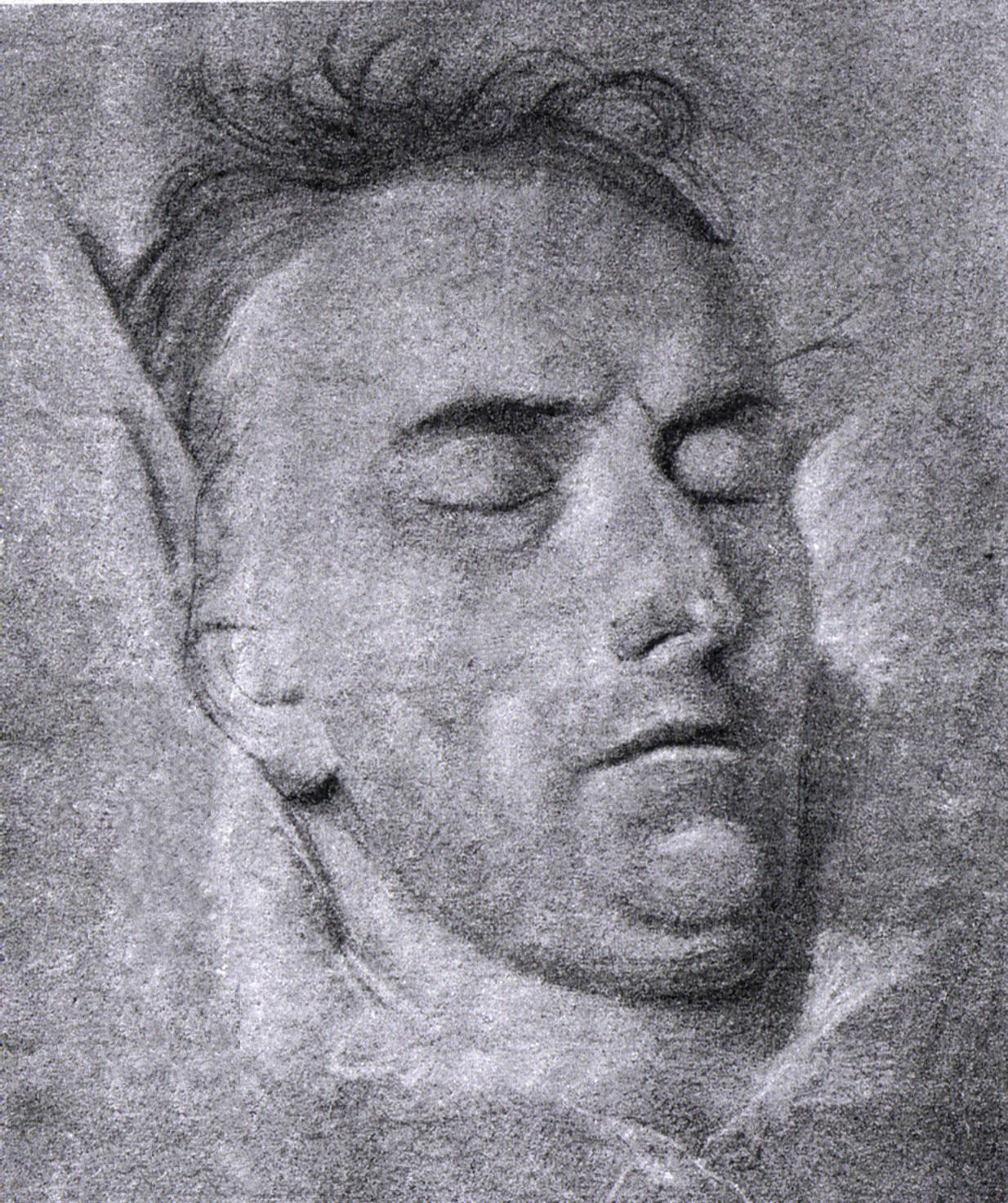
Friedrich Schiller auf dem Totenbett 1805
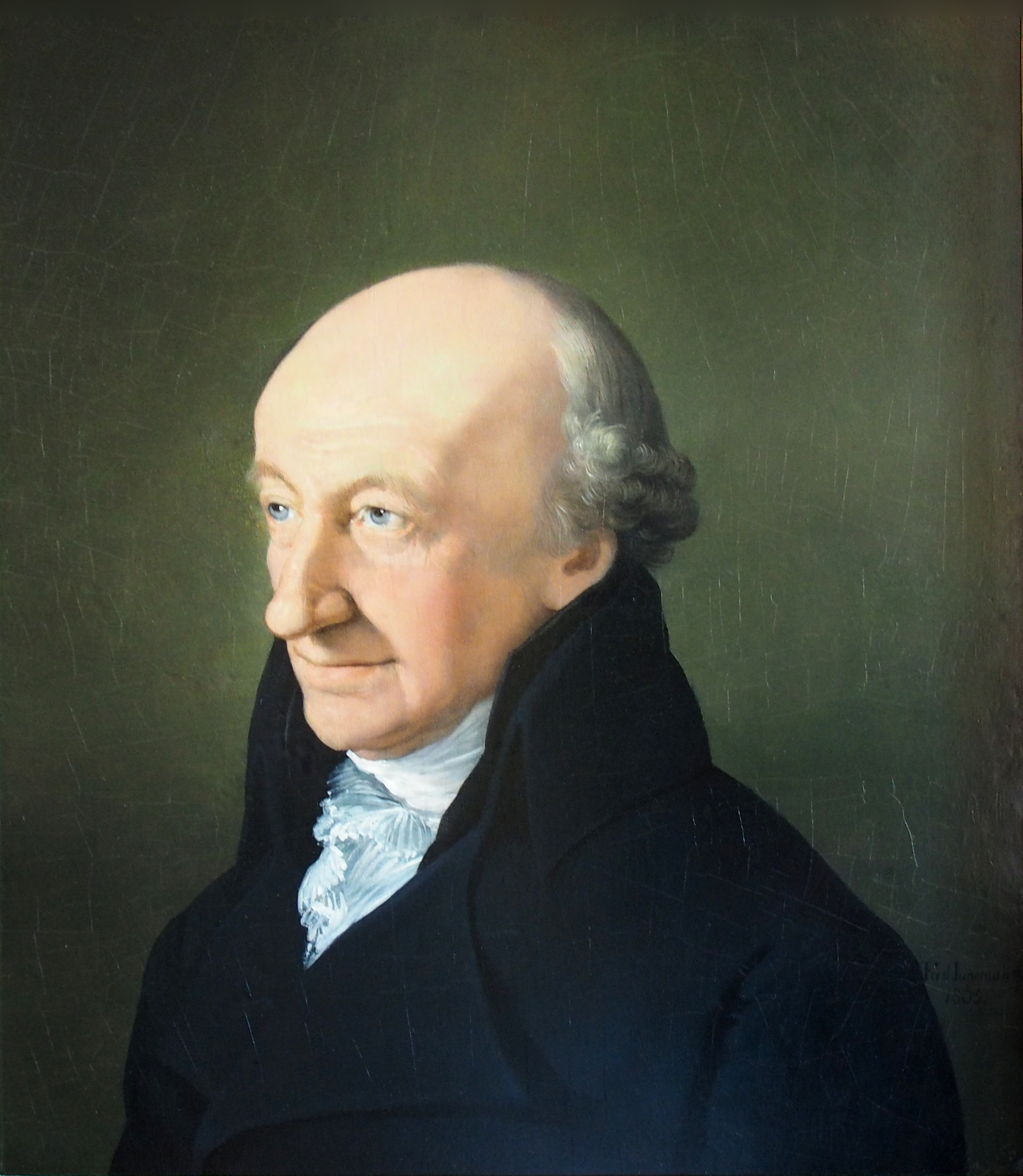
Porträt Christoph Martin Wieland  1805
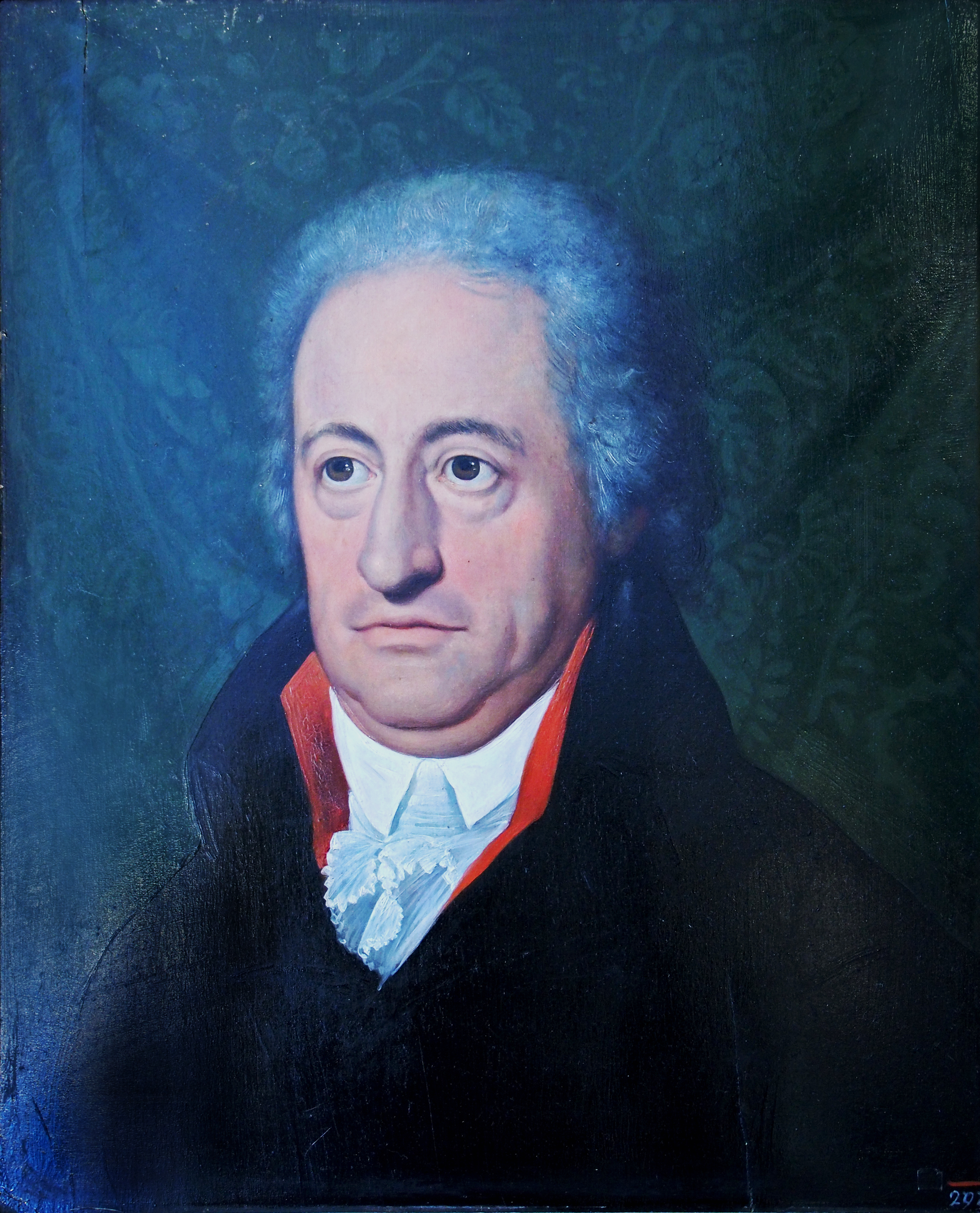
Porträt Johann Wolfgang von Goethe 1806
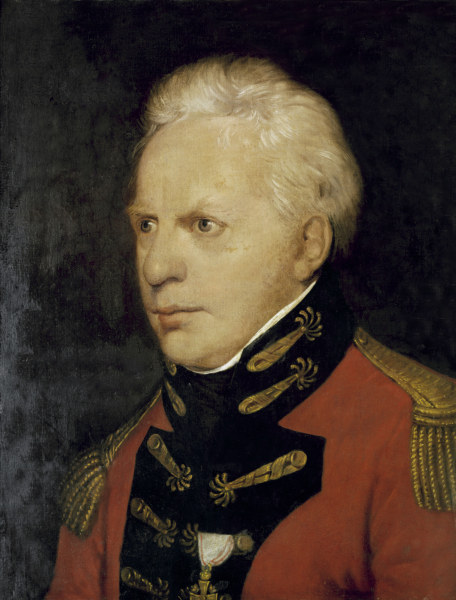
Porträt Georg Nikolaus Nissen 1809
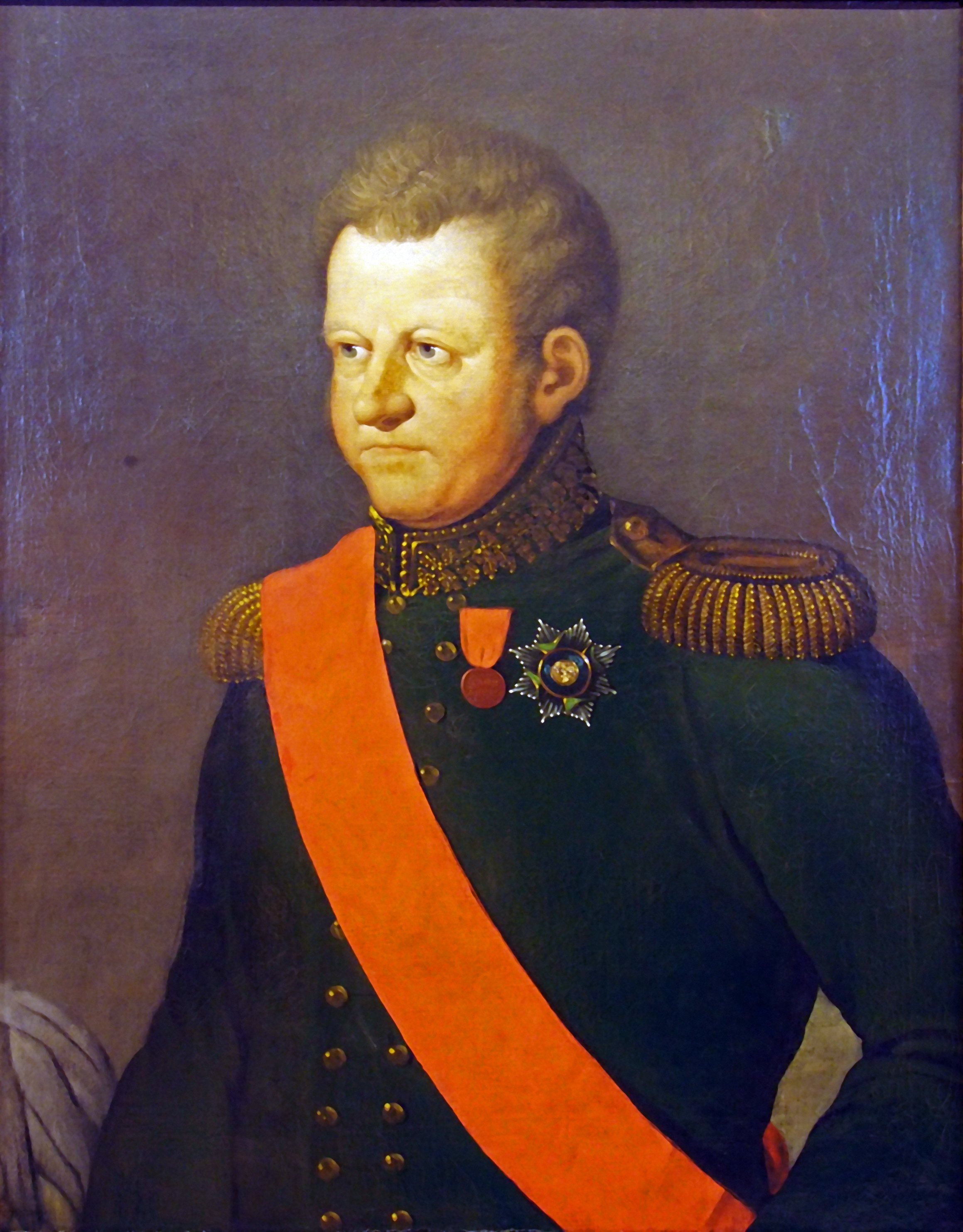
Carl August Großherzog von Sachsen-Weimar-Eisenach 1816
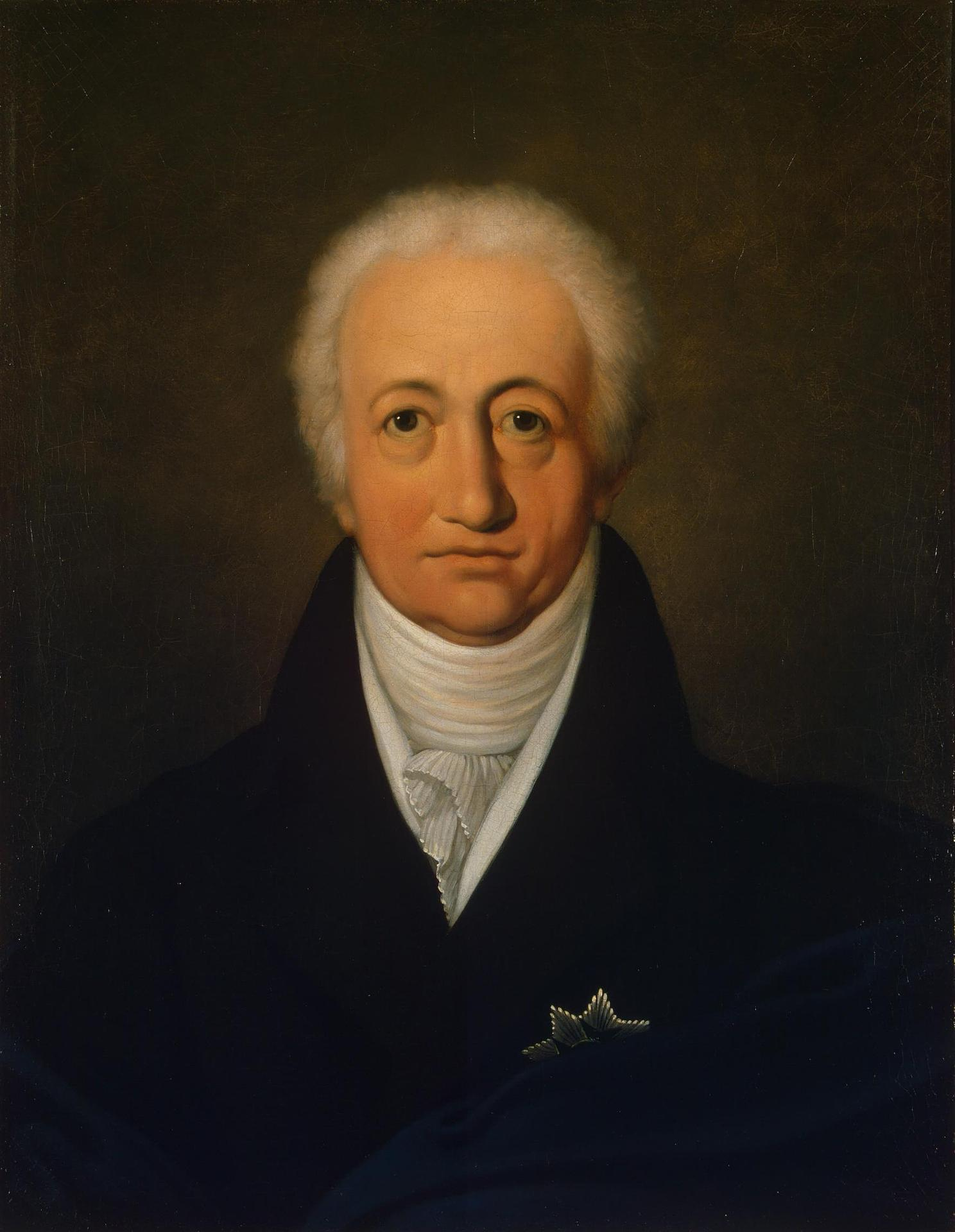
Porträt Johann Wolfgang von Goethe 1818

## Nachweise
1. ↑  Getauft als „Ferdinand Carl Christian“ am 25. August 1780 (Weimarische Wöchentliche Anzeigen vom 30. August 1780, S. 279).
2. ↑  Todesanzeige in Weimarisches Wochenblatt vom 11. Januar 1820, S. 12.
3. ↑  Todesanzeige und Beisetzungsangabe „alt 78 Jahr 3 Monate 3 Wochen“ in Weimarisches Wochenblatt vom 16. September und 4. Oktober 1825, S. 275 und 404.
4. ↑  Weimarisches Wochenblatt vom 7. September 1805, S. 299.

| Personendaten    | Personendaten                                                   |
| ---------------- | --------------------------------------------------------------- |
| NAME             | Jagemann, Ferdinand                                             |
| ALTERNATIVNAMEN  | Jagemann, Ferdinand Carl Christian                              |
| KURZBESCHREIBUNG | deutscher Maler und Bruder der Schauspielerin Karoline Jagemann |
| GEBURTSDATUM     | 24. August 1780                                                 |
| GEBURTSORT       | Weimar                                                          |
| STERBEDATUM      | 9. Januar 1820                                                  |
| STERBEORT        | Weimar                                                          |